# Cercurile calității

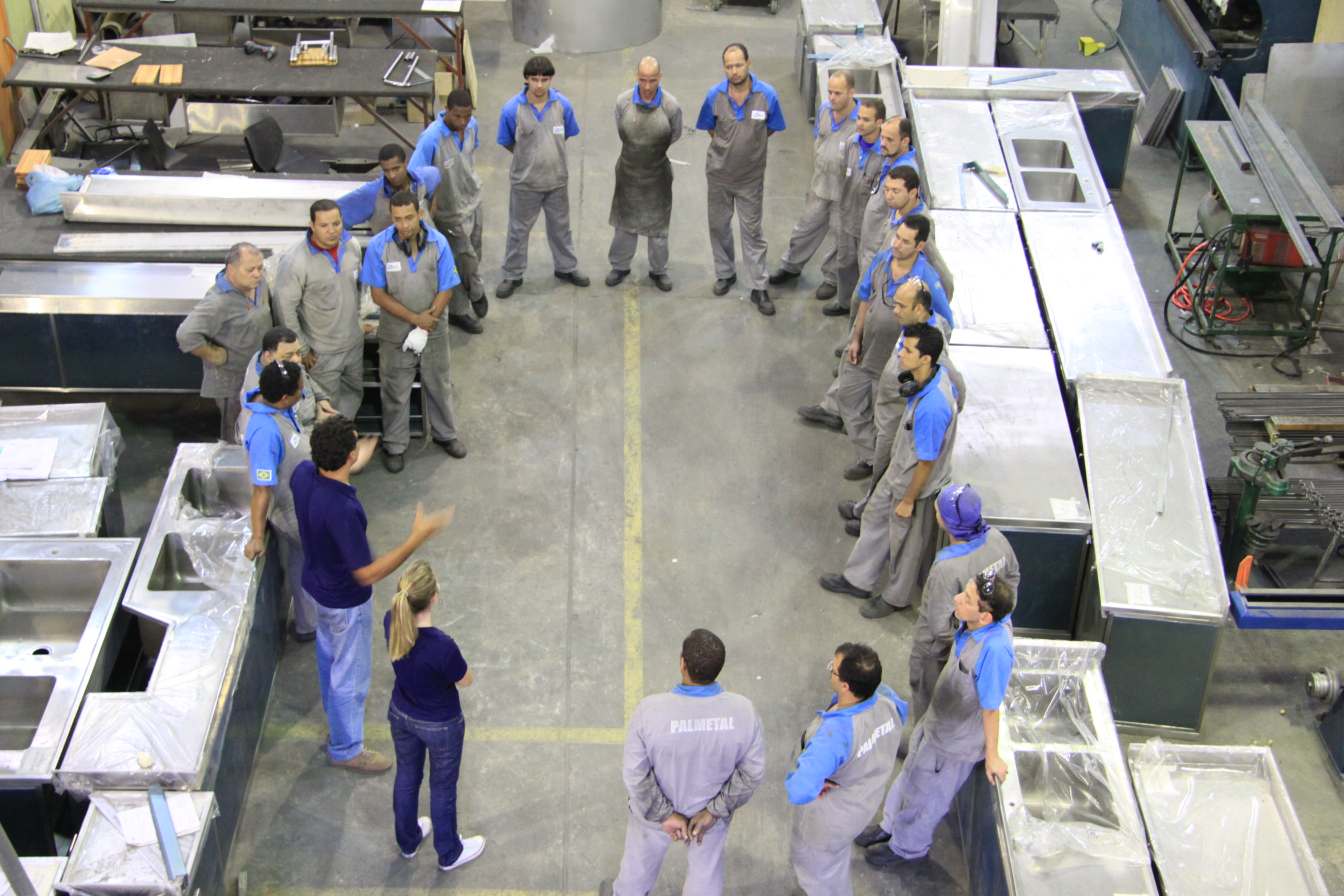
Întâlnire de serviciu

Cercurile calității (engleză Quality circles) sunt grupuri de salariați care au întâlniri regulate, organizate pentru a ajuta la rezolvarea problemelor referitoare la muncă, în organizația lor. Acestea constituie o tehnică de management participativ care recurge la ajutorul salariaților pentru rezolvarea problemelor referitoare la activitățile lor. Această practică își are originea în Japonia, încă din 1959, unde cercurile calității (CC) sunt o parte integrantă a managementului întreprinderilor și sunt denumite cercuri de control al calității. La mijlocul anului 1969 au început să activeze în Japonia peste 200000 de astfel de cercuri, ceea ce înseamnă că peste 2 milioane de muncitori au fost instruiți pentru folosirea instrumentelor de management al calității cum sunt diagrama Pareto, histograma, diagrama  Ishikawa etc. Posibilitățile de îmbunătățire sunt transformate în realitate prin instruirea lucrătorilor în legătură cu modul cum se stabilesc obiectivele, cum se conduce planificarea și analiza și cum se acționează în vederea îndeplinirii obiectivelor planificate și menținerii lor cu ajutorul măsurilor de control și revizie a rezultatelor obținute.
Cercurile calității au un caracter autonom, au dimensiuni mici și sunt conduse de un moderator sau un lucrător senior. Salariații care participă la CC primesc instruire în metodele formale de rezolvare a problemelor, în instrumentele de bază ale managementului calității, de exemplu brainstorming, analiza Pareto etc. și sunt încurajați să aplice aceste metode fie la probleme specifice, fie la probleme generale ale organizației. În cadrul cercurilor calității se aplică planuri de acțiune după ciclul PDCA pentru rezolvarea problemelor, ceea ce reprezintă forma privilegiată de aplicare a conceptului japonez Kaizen la nivelul grupurilor.

## Procedura de lucru
Se recomandă parcurgerea următorilor pași pentru organizarea și funcționarea cercurilor calității:
- Un număr de 5-10 persoane iau parte la întâlnirea cercului în timpul de lucru. Cercul calității este o structură permanentă, asigurând implementarea efectivă a măsurilor/soluțiilor, în propriul mediu de lucru.
- Un moderator competent este nominalizat și conduce întâlnirea.
- Domeniile de probleme sunt prezentate grupului. Obiectivele tipice ale CC sunt îmbunătățirea calității, mărirea productivității, îmbunătățirea proceselor de fabricație și implicarea salariaților în aceste activități.

- Problemele sunt prioritizate.
- Informațiile obținute sunt alăturate, sunt generate idei prin brainstorming, prin analiza câmpului de forțe.
- Sunt luate în considerare eficiența, costurile, economiile, consecințele pentru celelalte departamente interesate.
- Soluția finală este evidențiată în atenția managerului după ce membrii cercului au verificat validitatea soluției obținute și  este implementată, dacă este posibil, de grupul CC.

Cercurile calității încearcă să prevină apariția defectelor, în primul rând, în loc de a se baza pe inspecțiile post-producție.
În Japonia, cercurile calității au o orientare accentuată spre obiectul preocupărilor lor, de exemplu o problemă de rezolvat. În consecință, un cerc al calității din Japonia întrunește toate persoanele care doresc și pot să contribuie la clarificarea unor aspecte ale activității lor, indiferent de compartimentul din care provin.